# Palpita esmeralda
Palpita esmeralda is een vlinder uit de familie van de grasmotten (Crambidae). De wetenschappelijke naam van deze soort is voor het eerst voorgesteld als Noorda esmeralda door George Francis Hampson in een publicatie uit 1899.

## Verspreiding
De soort komt voor in Mexico, Honduras, Venezuela en Panama.